# Jonas de Gélieu
Jonas de Gélieu (° 21 août 1740 aux Bayards ; † 17 octobre 1827 à Colombier (Neuchâtel)) était un pasteur et apiculteur suisse. 

## Biographie
Jonas de Gélieu est né aux Bayards comme fils du pasteur Jacques de Gélieu. Après des études à Bâle et Genève il reçoit en 1760 sa consécration comme ministre par la Vénérable Classe ou Compagnie des Pasteurs de Neuchâtel. Jonas de Gélieu a laissé de nombreuses lettres à Neuchâtel dans un fonds d'archives conservé aux Archives de l'État de Neuchâtel.
Entre 1760 et 1763 Jonas sert comme  diacre et vicaire des paroisses du Val-de-Travers en collaboration avec le pasteur Frédéric-Guillaume de Montmollin à Môtiers. il y a aussi des rencontres avec Jean-Jacques Rousseau.
En 1763 il devient pasteur de la paroisse de Lignières. Il y ouvre une pension pour garçons et se consacre à l'apiculture. Jonas de Gélieu est considéré comme un des précurseurs de l'apiculture moderne. Il fait des études scientifiques et adhère à des sociétés savantes. Le 28 septembre 1778 il épouse Marguerite-Isabelle Frêne, fille du pasteur Théophile-Rémy Frêne de Tavannes. En 1790 Jonas devient pasteur de la paroisse de Colombier et Auvernier. En 1793 il reçoit sa sœur Salomé de Gélieu à la cure de Colombier, qui vient de Darmstadt où elle était préceptrice de la future reine Louise de Prusse.
En 1821 Jonas de Gélieu subit une attaque d'apoplexie. Après avoir appris à écrire avec la main gauche, il meurt en 1827 en remplissant ses devoirs de pasteur jusqu'à une seconde attaque. Il est le grand-père du général Bernard de Gélieu.

## Sources d'archives
- Fonds : Archives de la société des pasteurs et ministres neuchâtelois (13e-20e).  Cote : PAST. Archives de l'État de Neuchâtel (présentation en ligne).